# Ville-la-Grand
Ville-la-Grand ist eine französische Gemeinde im Département Haute-Savoie in der Region Auvergne-Rhône-Alpes.

## Geographie
Ville-la-Grand liegt auf 444 m, etwa einen Kilometer nordöstlich von Annemasse und acht Kilometer östlich der Stadt Genf (Luftlinie). Das Dorf erstreckt sich in der Talniederung des Foron, am Stadtrand von Annemasse, in unmittelbarer Nähe der Grenze zur Schweiz.
Die Fläche des 4,49 km² großen Gemeindegebiets umfasst einen Abschnitt im unteren Arvetal. Das Gebiet wird von Osten nach Westen vom Foron (Zufluss der Arve) in einem Tal durchquert, das einen rund 300 m breiten flachen Talboden besitzt und meist etwa 30 m in die Plateaus der Umgebung eingeschnitten ist. Bei Ville-la-Grand tritt der Bach in die Ebene des Genferseebeckens hinaus und bildet ab hier die französisch-schweizerische Staatsgrenze. Nach Osten erstreckt sich der Gemeindeboden auf das Plateau östlich von Annemasse. Hier wird mit 520 m die höchste Erhebung von Ville-la-Grand erreicht.
Zu Ville-la-Grand gehören neben dem alten Dorf zahlreiche neue Wohn- und Gewerbequartiere sowie die Siedlung Cornières (435 m) westlich des Bahnhofareals und der Weiler Crêt (460 m) am nördlichen Talhang des Foron. Nachbargemeinden von Ville-la-Grand sind Juvigny und Cranves-Sales im Osten, Annemasse im Süden, Ambilly im Westen sowie die schweizerischen Dörfer Puplinge und Presinge im Norden.

## Geschichte
Das Gemeindegebiet von Ville-la-Grand war bereits während der Römerzeit besiedelt. Hier befand sich das römische Landgut villa magna, das dem Ort seinen heutigen Namen gegeben hat. Im Mittelalter war Ville-la-Grand Mittelpunkt einer kleinen Herrschaft. Da der Ort im Grenzbereich der Herrschaftsgebiete der Grafen von Genf und von Savoyen lag, wechselte er mehrfach den Besitzer. Während des Eroberungszuges der Berner (1536) und während des Savoyerkrieges (1592) wurde das Dorf in Mitleidenschaft gezogen. 
Zum Gemeindegebiet gehörten früher auch Puplinge, Presinge und Juvigny. Letzteres wurde 1795 selbständig, während Puplinge und Presinge 1816 an den schweizerischen Kanton Genf kamen. Eine weitere Gebietsveränderung wurde 1883 vorgenommen, als das Areal um den Bahnhof der Gemeinde Annemasse zugeteilt wurde.

## Sehenswürdigkeiten
Die Kirche Saint-Mammes, ursprünglich in romanischem Stil erbaut, erhielt ihre heutige Gestalt bei Umbauten im 19. Jahrhundert. Aus dem frühen 18. Jahrhundert stammt der heutige Bau des Château de Marsaz.

## Bevölkerung
| Jahr                       | 1962 | 1968 | 1975 | 1982 | 1990 | 1999 | 2004 |
| Einwohner                  | 3859 | 4475 | 4778 | 4723 | 6469 | 6989 | 7013 |
| Quellen: Cassini und INSEE |      |      |      |      |      |      |      |

Mit 9196 Einwohnern (Stand 1. Januar 2022) gehört Ville-la-Grand zu den größeren Gemeinden des Département Haute-Savoie. Markante Zuwachsraten bezüglich der Einwohnerzahl wurden vor allem während der 1960er und der 1980er Jahre verzeichnet. Heute ist das Siedlungsgebiet lückenlos mit demjenigen von Annemasse und Ambilly zusammengewachsen.

## Wirtschaft und Infrastruktur
Ville-la-Grand war bis ins 20. Jahrhundert hinein ein vorwiegend durch die Landwirtschaft geprägtes Dorf. Die Gemeinde liegt in der Weinbauregion Savoie. Weißweine aus der Rebsorte Altesse (lokal Roussette genannt) dürfen unter der geschützten Herkunftsbezeichnung Roussette de Savoie vermarktet werden. Für Weißweine anderer Rebsorten sowie Rotweine gilt die AOC Vin de Savoie.
Seit den 1950er Jahren entwickelte es sich allmählich zu einem Wohnvorort von Annemasse und Genf. Heute gibt es zahlreiche Betriebe des Klein- und Mittelgewerbes sowie Bau- und Handelsfirmen und Unternehmen des Dienstleistungssektors. Entlang der Hauptstraße nach Thonon-les-Bains entstand seit 1980 eine ausgedehnte Gewerbe- und Industriezone.
Die Ortschaft liegt zwar abseits der größeren Durchgangsstraßen, ist aber verkehrsmäßig gut erschlossen. Sie liegt an einer Verbindungsstraße, die von Annemasse nach Presinge führt. Der nächste Anschluss an die Autobahn A40 befindet sich in einer Entfernung von rund 3 km. Am westlichen Dorfrand liegt der Bahnhof von Annemasse mit Zugsverbindungen nach Genève-Eaux-Vives, Thonon-les-Bains, Annecy und Bellegarde.